# Sannois
Sannois är en kommun i departementet Val-d'Oise i regionen Île-de-France i norra Frankrike. Kommunen ligger i kantonen Sannois som tillhör arrondissementet Argenteuil. År 2022 hade Sannois 26 772 invånare.

## Befolkningsutveckling
Antalet invånare i kommunen Sannois
| Referens: INSEE |